# オカメハゼ
オカメハゼ（Eleotris melanosoma）は、マングローブ林にくらすカワアナゴ科の1種である。カワアナゴによく似るが、腹鰭基底や尾鰭基底に1つの黒褐色の円斑があることで区別可能。

## 分布
日本国内では、静岡県以南の本州、香川県を除く四国、九州の大分県・鹿児島県・鹿児島県、琉球列島、小笠原諸島。国外では、太平洋西部、インド洋。

## 形態
全長は15-25センチメートル。体型はカワアナゴに似て頭部は縦扁し平らになり、胴部は円筒形でやや太短い。カワアナゴとの見分けは、オカメハゼには頭部腹面に白い斑点がないこと、および頭部感覚管の分布様式の相違で判別できる。頬の横列孔器数は6。成魚の体色変化は大きい。腹鰭基底や尾鰭基底に1つの黒褐色の円斑がある。幼魚の尾鰭は黒褐色で白く縁取られる。成魚の体色変化は激しい。縦列鱗数は46-58、背鰭前方鱗数は37-53。

## 生態
河川の河口から感潮域最上部にかけて生息する。河口域のマングローブ林に多い。両側回遊性を行う。動物食で、夜間に甲殻類や小魚などの小動物を捕食する。汽水域を好み、淡水域にはほとんど遡上しないため、河口域での開発事業の影響が懸念され、再生産が行われていない可能性のある都道府県も存在する。